# Jacob Coxey

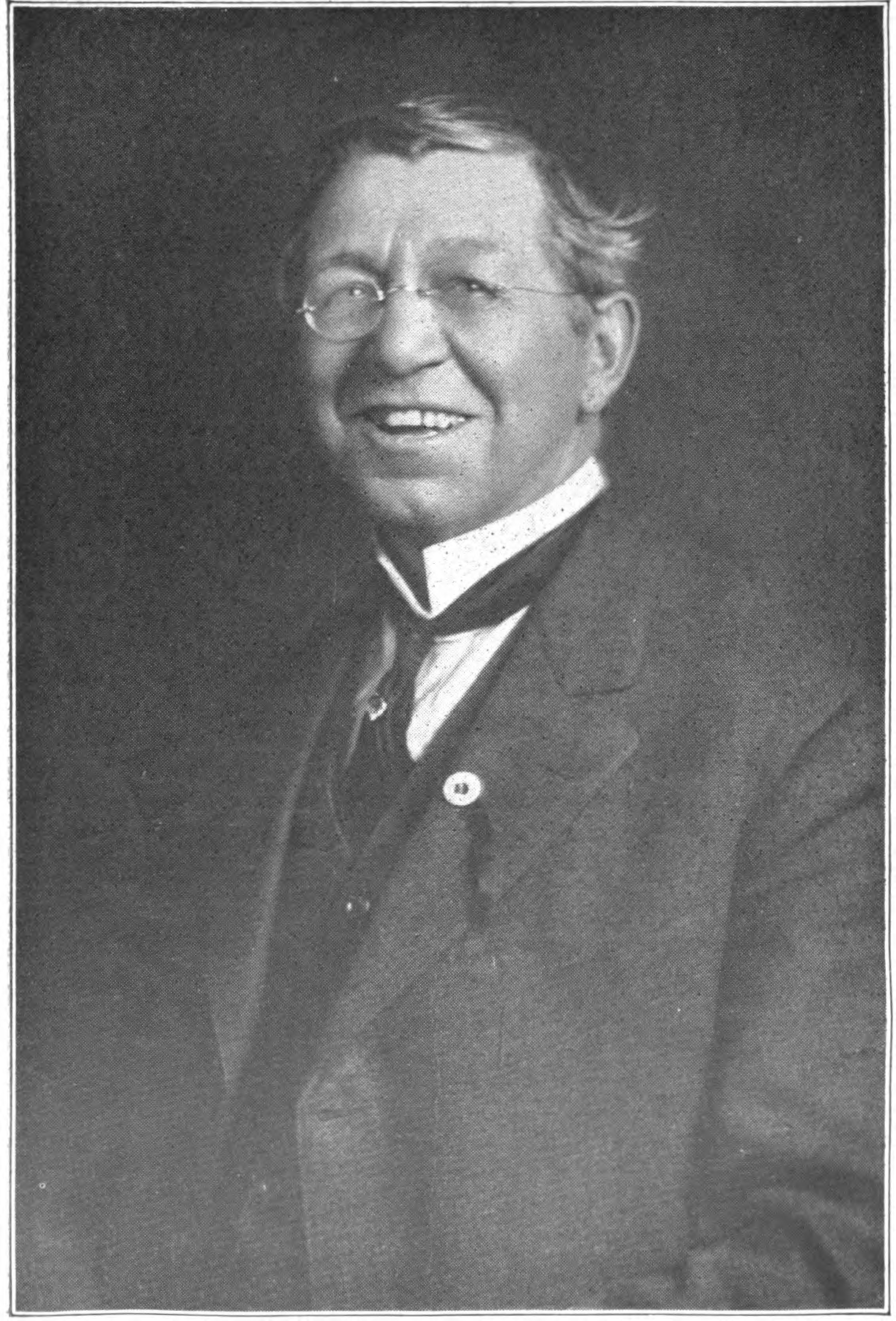
Jacob Coxey 1914.

Jacob Coxey, född 16 april 1854 i Selinsgrove i Pennsylvania, död 18 maj 1951, var en vänsterinriktad amerikansk politiker från Massillon, Ohio. Coxey var djupt engagerad i penningreformrörelsen och döpte sin son till Legal Tender (lagligt betalningsmedel). 1894 och 1914 tågade han med besvikna arbetslösa i protestmarcher, från hemstaden Massilon till Washington D.C. Coxey menade att regeringen borde trycka pengar, så kallade greenbacks, och med dessa finansiera offentliga projekt. Coxey gjordes till åtlöje i pressen och av Kongressen, men idéerna inspirerade Franklin D. Roosevelts New Deal.

## Viktiga årtal i liv och karriär
- 1854 - föddes
- 1894 - ledde protestmarchen från Ohio till Washington D.C.
- 1932-1933 - borgmästare i Massillon, Ohio
- 1944 - fick hålla ett tal på Capitoleum
- 1946 - publicerade en ny plan för att undvika arbetslöshet och krig
- 1951 - dog vid en ålder av 97 år